# 스토랙스 작전
스토랙스 작전(영어: Operation Storax)은 1962년에서 1963년까지 네바다 핵 실험장에서 미국이 수행한 47회의 핵실험 시리즈이다. 이 실험들은 피시볼 작전 시리즈에 이어졌으며, 롤러코스터 작전 시리즈에 선행되었다.

## 영국 핵실험
일부 기록에는 네바다 핵 실험장에서 이루어진 두 번째 영국 핵무기 실험인 텐드락(Tendrac)이 스토랙스 작전의 일부로 포함되어 있다. 자세한 내용은 미국에서의 영국 핵실험을 참조하라.

## 실험
| 이름          | 날짜 시간 (UT)               | 현지 시간대  | 위치                                                                                   | 표고 + 높이                              | 전달 목적              | 장치      | 위력       | 방사능 낙진                                      | 참고                                      | 비고 |
| ------------- | ---------------------------- | ------------ | -------------------------------------------------------------------------------------- | ---------------------------------------- | ---------------------- | --------- | ---------- | ------------------------------------------------ | ----------------------------------------- | --- |
| 세단          | 1962년 7월 6일 17:00:00.15   | PST (–8 hrs) | NTS Area U10h 북위 37° 10′ 37″ 서경 116° 02′ 47″ / 북위 37.17695° 서경 116.04626°      | 1,325 m (4,347 ft)–190 m (620 ft)        | 분화구 형성, 평화 연구 | W56       | 104 kt     | 현장 외부에서 방출 감지됨, 15 MCi (560 PBq)      | [ 1 ] [ 4 ] [ 5 ] [ 6 ] [ 7 ] [ 8 ] [ 9 ] | 2차 보습 기획 실험, 분화구 형성 실험, 도미닉 블루스톤 및 스와니와 유사한 TN 장치, 1200만 톤의 흙이 이동, 분화구는 1,280 ft × 320 ft (390 m × 98 m)이었다.                         |
| 메리맥        | 1962년 7월 13일 16:00:00.15  | PST (–8 hrs) | NTS Area U3bd 북위 37° 03′ 18″ 서경 116° 02′ 03″ / 북위 37.05507° 서경 116.03411°      | 1,205 m (3,953 ft)–413.31 m (1,356.0 ft) | 지하 수직갱, 무기 개발 |           | 20 kt      | 현장 내에서 방출 감지됨, 22 kCi (810 TBq)        | [ 1 ] [ 4 ] [ 6 ] [ 7 ] [ 9 ] [ 10 ]      | |
| 위치타        | 1962년 7월 27일 21:00:00.16  | PST (–8 hrs) | NTS Area U9y 북위 37° 07′ 47″ 서경 116° 03′ 26″ / 북위 37.12967° 서경 116.05734°       | 1,265 m (4,150 ft)–150.27 m (493.0 ft)   | 지하 수직갱, 무기 개발 |           | 3.5 kt     | 현장 내에서 방출 감지됨, 760 Ci (28,000 GBq)     | [ 1 ] [ 4 ] [ 6 ] [ 7 ] [ 9 ] [ 10 ]      | |
| 요크          | 1962년 8월 24일 15:00:00.15  | PST (–8 hrs) | NTS Area U9z 북위 37° 07′ 07″ 서경 116° 02′ 25″ / 북위 37.11866° 서경 116.04022°       | 1,256 m (4,121 ft)–226.47 m (743.0 ft)   | 지하 수직갱, 무기 개발 |           | 5 kt       | 방출 감지됨, 120 kCi (4,400 TBq)                 | [ 1 ] [ 4 ] [ 6 ] [ 7 ] [ 9 ] [ 10 ]      | |
| 보박          | 1962년 8월 24일 17:00:00.13  | PST (–8 hrs) | NTS Area U3bl 북위 37° 02′ 46″ 서경 116° 01′ 28″ / 북위 37.04613° 서경 116.02453°      | 1,199 m (3,934 ft)–206.03 m (676.0 ft)   | 지하 수직갱, 무기 개발 |           | 2.5 kt     | I-131 방출 감지됨, 0                             | [ 1 ] [ 4 ] [ 6 ] [ 7 ] [ 9 ] [ 10 ]      | |
| 래리턴        | 1962년 9월 6일 17:00:00.16   | PST (–8 hrs) | NTS Area U9u 북위 37° 07′ 49″ 서경 116° 02′ 44″ / 북위 37.13026° 서경 116.04561°       | 1,254 m (4,114 ft)–157.28 m (516.0 ft)   | 지하 수직갱, 무기 개발 |           | 2 kt       | 방출 감지됨, 1.2 kCi (44 TBq)                    | [ 1 ] [ 4 ] [ 6 ] [ 9 ] [ 10 ] [ 11 ]     | |
| 하이랙스      | 1962년 9월 14일 17:10:00.12  | PST (–8 hrs) | NTS Area U3bh 북위 37° 02′ 38″ 서경 116° 01′ 19″ / 북위 37.04389° 서경 116.02186°      | 1,197 m (3,927 ft)–216.69 m (710.9 ft)   | 지하 수직갱, 무기 개발 |           | 5 kt       | I-131 방출 감지됨, 0                             | [ 1 ] [ 4 ] [ 6 ] [ 7 ] [ 9 ] [ 10 ]      | |
| 페바          | 1962년 9월 20일 17:00:00.12  | PST (–8 hrs) | NTS Area U3bb 북위 37° 03′ 18″ 서경 116° 01′ 48″ / 북위 37.05496° 서경 116.03°         | 1,205 m (3,953 ft)–241.38 m (791.9 ft)   | 지하 수직갱, 무기 개발 |           | 11 kt      |                                                  | [ 1 ] [ 7 ] [ 9 ] [ 10 ]                  | |
| 앨러게니      | 1962년 9월 29일 17:00:00.15  | PST (–8 hrs) | NTS Area U9x 북위 37° 07′ 00″ 서경 116° 02′ 01″ / 북위 37.11663° 서경 116.03366°       | 1,271 m (4,170 ft)–210.92 m (692.0 ft)   | 지하 수직갱, 무기 개발 |           | 1 kt       | 현장 내에서 방출 감지됨, 1.5 kCi (56 TBq)        | [ 1 ] [ 4 ] [ 6 ] [ 7 ] [ 9 ] [ 10 ]      | |
| 미시시피      | 1962년 10월 5일 17:00:00.16  | PST (–8 hrs) | NTS Area U9ad 북위 37° 08′ 22″ 서경 116° 03′ 04″ / 북위 37.13937° 서경 116.0512°       | 1,264 m (4,147 ft)–493.78 m (1,620.0 ft) | 지하 수직갱, 무기 개발 |           | 115 kt     | 방출 감지됨, 4.9 kCi (180 TBq)                   | [ 1 ] [ 4 ] [ 6 ] [ 7 ] [ 9 ] [ 10 ]      | |
| 로어노크      | 1962년 10월 12일 15:00:00.16 | PST (–8 hrs) | NTS Area U9q 북위 37° 07′ 22″ 서경 116° 03′ 06″ / 북위 37.1227° 서경 116.05168°        | 1,252 m (4,108 ft)–154.53 m (507.0 ft)   | 지하 수직갱, 무기 개발 |           | 7 kt       | 현장 내에서 방출 감지됨, 1.2 kCi (44 TBq)        | [ 1 ] [ 4 ] [ 6 ] [ 7 ] [ 9 ] [ 10 ]      | |
| 울버린        | 1962년 10월 12일 17:00:00.12 | PST (–8 hrs) | NTS Area U3av 북위 37° 02′ 56″ 서경 116° 02′ 00″ / 북위 37.04876° 서경 116.0333°       | 1,200 m (3,900 ft)–73.43 m (240.9 ft)    | 지하 수직갱, 무기 개발 |           | 20 kt 미만 | 현장 내에서 방출 감지됨, 100 Ci (3,700 GBq) 미만 | [ 1 ] [ 4 ] [ 6 ] [ 9 ] [ 10 ]            | |
| 타이오가      | 1962년 10월 18일 15:00:00.15 | PST (–8 hrs) | NTS Area U9f 북위 37° 07′ 43″ 서경 116° 02′ 28″ / 북위 37.1285° 서경 116.04111°        | 1,254 m (4,114 ft)–59.44 m (195.0 ft)    | 지하 수직갱, 무기 개발 |           | 20 kt 미만 |                                                  | [ 1 ] [ 9 ] [ 10 ]                        | |
| 반디쿠트      | 1962년 10월 19일 18:00:00.08 | PST (–8 hrs) | NTS Area U3bj 북위 37° 02′ 22″ 서경 116° 01′ 19″ / 북위 37.03951° 서경 116.02185°      | 1,195 m (3,921 ft)–241.3 m (792 ft)      | 지하 수직갱, 무기 개발 |           | 12.5 kt    | 현장 외부에서 방출 감지됨, 3 MCi (110 PBq)       | [ 1 ] [ 4 ] [ 6 ] [ 7 ] [ 9 ] [ 10 ]      | 위력이 예상보다 높아 격납 실패와 방출이 발생했는데, 이는 봉쇄 계획이 더 낮은 위력을 예상했기 때문이다.                                                                            |
| 산티          | 1962년 10월 27일 15:00:00.15 | PST (–8 hrs) | NTS Area U10f 북위 37° 08′ 57″ 서경 116° 03′ 16″ / 북위 37.14926° 서경 116.05437°      | 1,270 m (4,170 ft)–319.43 m (1,048.0 ft) | 지하 수직갱, 무기 개발 |           | 5 kt       | 방출 감지됨, 4 kCi (150 TBq)                     | [ 1 ] [ 4 ] [ 6 ] [ 7 ] [ 9 ] [ 10 ]      | |
| 세인트 로렌스 | 1962년 11월 9일 18:00:00.16  | PST (–8 hrs) | NTS Area U2b 북위 37° 09′ 50″ 서경 116° 04′ 27″ / 북위 37.16379° 서경 116.07419°       | 1,309 m (4,295 ft)–166.42 m (546.0 ft)   | 지하 수직갱, 무기 개발 |           | 20 kt 미만 | 현장 내에서 방출 감지됨, 6 kCi (220 TBq)         | [ 1 ] [ 4 ] [ 6 ] [ 9 ] [ 10 ]            | |
| 군디          | 1962년 11월 15일 16:30:00.08 | PST (–8 hrs) | NTS Area U3bm 북위 37° 02′ 30″ 서경 116° 01′ 29″ / 북위 37.04172° 서경 116.02461°      | 1,195 m (3,921 ft)–241.44 m (792.1 ft)   | 지하 수직갱, 무기 개발 |           | 20 kt 미만 |                                                  | [ 1 ] [ 9 ] [ 10 ]                        | |
| 아나코스티아  | 1962년 11월 27일 18:00:00.14 | PST (–8 hrs) | NTS Area U9i 북위 37° 07′ 22″ 서경 116° 01′ 48″ / 북위 37.12275° 서경 116.02993°       | 1,274 m (4,180 ft)–227.69 m (747.0 ft)   | 지하 수직갱, 평화 연구 |           | 5.2 kt     | 현장 내에서 방출 감지됨, 6.8 kCi (250 TBq)       | [ 1 ] [ 4 ] [ 6 ] [ 7 ] [ 9 ] [ 10 ]      | 3차 보습 기획 실험, 장치 개발, 방사능의 우발적 방출이 현장 내에서만 감지됨. 코치(Coach)의 무거운 동위원소 생산 및 방사능 화학 분석 데이터 제공을 위해 설계됨.                     |
| 톤턴          | 1962년 12월 4일 16:00:00.15  | PST (–8 hrs) | NTS Area U9aa 북위 37° 07′ 41″ 서경 116° 03′ 03″ / 북위 37.12804° 서경 116.05088°      | 1,256 m (4,121 ft)–227.84 m (747.5 ft)   | 지하 수직갱, 무기 개발 |           | 20 kt 미만 | 방출 감지됨, 4 kCi (150 TBq)                     | [ 1 ] [ 4 ] [ 6 ] [ 9 ] [ 10 ]            | |
| 매디슨        | 1962년 12월 12일 17:25:00.12 | PST (–8 hrs) | NTS Area U12g.01 북위 37° 10′ 20″ 서경 116° 12′ 10″ / 북위 37.17214° 서경 116.20282°   | 2,252 m (7,388 ft)–245.36 m (805.0 ft)   | 터널, 무기 개발        |           | 20 kt 미만 | 방출 감지됨, 20 kCi (740 TBq)                    | [ 1 ] [ 4 ] [ 6 ] [ 9 ] [ 10 ]            | |
| 넘배트        | 1962년 12월 12일 18:45:00.12 | PST (–8 hrs) | NTS Area U3bu 북위 37° 02′ 46″ 서경 116° 00′ 59″ / 북위 37.04609° 서경 116.01637°      | 1,201 m (3,940 ft)–231.95 m (761.0 ft)   | 지하 수직갱, 무기 개발 |           | 11 kt      | I-131 방출 감지됨, 0                             | [ 1 ] [ 4 ] [ 6 ] [ 7 ] [ 9 ] [ 10 ]      | |
| 매너티        | 1962년 12월 14일 18:00:00.16 | PST (–8 hrs) | NTS Area U9af 북위 37° 07′ 27″ 서경 116° 02′ 27″ / 북위 37.12419° 서경 116.04083°      | 1,254 m (4,114 ft)–58.52 m (192.0 ft)    | 지하 수직갱, 무기 개발 |           | 20 kt 미만 | 방출 감지됨, 1.8 kCi (67 TBq)                    | [ 1 ] [ 4 ] [ 6 ] [ 9 ] [ 10 ]            | |
| 캐슬먼        | 1963년 2월 8일 16:00:00.16   | PST (–8 hrs) | NTS Area U10g 북위 37° 08′ 56″ 서경 116° 03′ 10″ / 북위 37.14891° 서경 116.05265°      | 1,268 m (4,160 ft)–302.97 m (994.0 ft)   | 지하 수직갱, 무기 개발 | W47Y2 1차 | 6 kt       | 방출 감지됨, 6.3 kCi (230 TBq)                   | [ 1 ] [ 4 ] [ 6 ] [ 7 ] [ 9 ] [ 10 ]      | 이 실험의 일부는 4년 서비스 수명에 필요한 탄두 삼중수소 요구 사항을 결정하는 것이었다. W47의 Y2 버전은 플루토늄 피트를 사용하여 적대적인 중성자 효과에 대한 무기 저항력을 높였다. |
| 해치          | 1963년 2월 8일 16:00:01.15   | PST (–8 hrs) | NTS Area U9e 북위 37° 07′ 33″ 서경 116° 02′ 23″ / 북위 37.1259° 서경 116.03962°        | 1,256 m (4,121 ft)–60.96 m (200.0 ft)    | 지하 수직갱, 무기 개발 |           | 20 kt 미만 |                                                  | [ 1 ] [ 9 ] [ 10 ]                        | |
| 아쿠시        | 1963년 2월 8일 18:30:00.14   | PST (–8 hrs) | NTS Area U3bg 북위 37° 02′ 46″ 서경 116° 01′ 18″ / 북위 37.04608° 서경 116.0218°       | 1,199 m (3,934 ft)–260.87 m (855.9 ft)   | 지하 수직갱, 무기 개발 |           | 9 kt       |                                                  | [ 1 ] [ 7 ] [ 9 ] [ 10 ]                  | |
| 페럿          | 1963년 2월 8일 18:30:00.13   | PST (–8 hrs) | NTS Area U3bf 북위 37° 03′ 30″ 서경 116° 01′ 48″ / 북위 37.05832° 서경 116.03°         | 1,208 m (3,963 ft)–325.69 m (1,068.5 ft) | 지하 수직갱, 무기 개발 |           | 20 kt 미만 |                                                  | [ 1 ] [ 9 ] [ 10 ]                        | |
| 다람쥐        | 1963년 2월 15일 17:00:00.13  | PST (–8 hrs) | NTS Area U3ay 북위 37° 02′ 56″ 서경 116° 01′ 57″ / 북위 37.049° 서경 116.03249°        | 1,201 m (3,940 ft)–59.38 m (194.8 ft)    | 지하 수직갱, 안전 실험 |           | 20 kt 미만 |                                                  | [ 1 ] [ 9 ] [ 10 ]                        | |
| 카위          | 1963년 2월 21일 19:47:00.14  | PST (–8 hrs) | NTS Area U9ab 북위 37° 07′ 13″ 서경 116° 02′ 48″ / 북위 37.12026° 서경 116.04659°      | 1,249 m (4,098 ft)–227.08 m (745.0 ft)   | 지하 수직갱, 평화 연구 |           | 3 kt       | 방출 감지됨, 40 kCi (1,500 TBq)                  | [ 1 ] [ 4 ] [ 6 ] [ 9 ] [ 10 ]            | 4차 보습 기획 실험, 장치 개발. 코치(Coach)의 무거운 동위원소 생산 및 방사능 화학 분석 데이터 제공을 위해 설계됨.                                                                  |
| 카멜          | 1963년 2월 21일 19:47:08.63  | PST (–8 hrs) | NTS Area U2h 북위 37° 09′ 17″ 서경 116° 04′ 51″ / 북위 37.15477° 서경 116.08078°       | 1,311 m (4,301 ft)–163.37 m (536.0 ft)   | 지하 수직갱, 무기 개발 |           | 20 kt 미만 | 방출 감지됨, 7.2 kCi (270 TBq)                   | [ 1 ] [ 4 ] [ 6 ] [ 9 ] [ 10 ]            | |
| 저보아        | 1963년 3월 1일 19:00:00.12   | PST (–8 hrs) | NTS Area U3at 북위 37° 02′ 40″ 서경 116° 01′ 38″ / 북위 37.04447° 서경 116.02736°      | 1,197 m (3,927 ft)–301.16 m (988.1 ft)   | 지하 수직갱, 무기 개발 |           | 20 kt 미만 |                                                  | [ 1 ] [ 9 ] [ 10 ]                        | |
| 토야          | 1963년 3월 15일 16:22:53.14  | PST (–8 hrs) | NTS Area U9ac 북위 37° 07′ 33″ 서경 116° 02′ 44″ / 북위 37.12583° 서경 116.04568°      | 1,252 m (4,108 ft)–130.76 m (429.0 ft)   | 지하 수직갱, 무기 개발 |           | 20 kt 미만 | 방출 감지됨, 1.2 kCi (44 TBq)                    | [ 1 ] [ 4 ] [ 6 ] [ 9 ] [ 10 ]            | |
| 저빌          | 1963년 3월 29일 15:49:00.12  | PST (–8 hrs) | NTS Area U3bp 북위 37° 02′ 30″ 서경 116° 01′ 09″ / 북위 37.0417° 서경 116.01913°       | 1,196 m (3,924 ft)–279.5 m (917 ft)      | 지하 수직갱, 무기 개발 |           | 11 kt      |                                                  | [ 1 ] [ 7 ] [ 9 ] [ 10 ]                  | |
| 페럿 프라임   | 1963년 4월 5일 17:52:00.13   | PST (–8 hrs) | NTS Area U3by 북위 37° 02′ 14″ 서경 116° 01′ 29″ / 북위 37.0373° 서경 116.02468°       | 1,193 m (3,914 ft)–241.55 m (792.5 ft)   | 지하 수직갱, 무기 개발 |           | 7 kt       |                                                  | [ 1 ] [ 7 ] [ 9 ] [ 10 ]                  | |
| 코이푸        | 1963년 4월 10일 16:01:30.12  | PST (–8 hrs) | NTS Area U3af 북위 37° 02′ 56″ 서경 116° 01′ 52″ / 북위 37.04879° 서경 116.03106°      | 1,201 m (3,940 ft)–74.6 m (245 ft)       | 지하 수직갱, 안전 실험 |           | 20 kt 미만 |                                                  | [ 1 ] [ 9 ] [ 10 ]                        | |
| 컴벌랜드      | 1963년 4월 11일 16:03:00.16  | PST (–8 hrs) | NTS Area U2e 북위 37° 09′ 24″ 서경 116° 04′ 19″ / 북위 37.15663° 서경 116.07183°       | 1,299 m (4,262 ft)–227.08 m (745.0 ft)   | 지하 수직갱, 무기 개발 |           | 6 kt       | 방출 감지됨, 8.5 kCi (310 TBq)                   | [ 1 ] [ 4 ] [ 6 ] [ 9 ] [ 10 ] [ 11 ]     | |
| 쿠타나이      | 1963년 4월 24일 16:09:30.141 | PST (–8 hrs) | NTS Area U9w 북위 37° 07′ 14″ 서경 116° 02′ 14″ / 북위 37.12055° 서경 116.03715°       | 1,261 m (4,137 ft)–181.97 m (597.0 ft)   | 지하 수직갱, 무기 개발 |           | 20 kt 미만 | 현장 내에서 방출 감지됨, 410 Ci (15,000 GBq)     | [ 1 ] [ 4 ] [ 6 ] [ 9 ] [ 10 ]            | |
| 파이사노      | 1963년 4월 24일 16:09:30.142 | PST (–8 hrs) | NTS Area U9w1(wi?) 북위 37° 07′ 14″ 서경 116° 02′ 13″ / 북위 37.12048° 서경 116.03704° | 1,261 m (4,137 ft)–56.69 m (186.0 ft)    | 지하 수직갱, 무기 개발 |           | 20 kt 미만 | I-131 방출 감지됨, 0                             | [ 1 ] [ 4 ] [ 9 ] [ 10 ]                  | |
| 군디 프라임   | 1963년 5월 9일 18:19:00      | PST (–8 hrs) | NTS Area U3db 북위 37° 02′ 58″ 서경 116° 00′ 59″ / 북위 37.04933° 서경 116.01631°      | 1,205 m (3,953 ft)–271.73 m (891.5 ft)   | 지하 수직갱, 무기 개발 |           | 8 kt       |                                                  | [ 1 ] [ 9 ] [ 10 ]                        | |
| 하키          | 1963년 5월 17일 14:55:00.0   | PST (–8 hrs) | NTS Area U3bv 북위 37° 02′ 38″ 서경 116° 00′ 59″ / 북위 37.04388° 서경 116.01637°      | 1,200 m (3,900 ft)–241.42 m (792.1 ft)   | 지하 수직갱, 무기 개발 |           | 20 kt 미만 |                                                  | [ 1 ] [ 9 ] [ 10 ]                        | |
| 테혼          | 1963년 5월 17일 14:55:00.0   | PST (–8 hrs) | NTS Area U3cg 북위 37° 02′ 54″ 서경 116° 01′ 59″ / 북위 37.04831° 서경 116.0331°       | 1,199 m (3,934 ft)–74.6 m (245 ft)       | 지하 수직갱, 안전 실험 |           | 20 kt 미만 |                                                  | [ 1 ] [ 9 ] [ 10 ]                        | |
| 스톤즈        | 1963년 5월 22일 15:40:00.14  | PST (–8 hrs) | NTS Area U9ae 북위 37° 06′ 40″ 서경 116° 02′ 24″ / 북위 37.11101° 서경 116.03993°      | 1,257 m (4,124 ft)–394.72 m (1,295.0 ft) | 지하 수직갱, 무기 개발 |           | 20 kt      | 방출 감지됨, 5.8 kCi (210 TBq)                   | [ 1 ] [ 4 ] [ 6 ] [ 7 ] [ 9 ] [ 10 ]      | |
| 플레전트      | 1963년 5월 29일 15:03:30.16  | PST (–8 hrs) | NTS Area U9ah 북위 37° 07′ 41″ 서경 116° 02′ 39″ / 북위 37.12805° 서경 116.04429°      | 1,253 m (4,111 ft)–210.31 m (690.0 ft)   | 지하 수직갱, 무기 개발 |           | 2 kt       | 현장 내에서 방출 감지됨, 760 Ci (28,000 GBq)     | [ 1 ] [ 4 ] [ 6 ] [ 9 ] [ 10 ] [ 11 ]     | |
| 유바          | 1963년 6월 5일 17:00:00.12   | PST (–8 hrs) | NTS Area U12b.10 북위 37° 11′ 48″ 서경 116° 12′ 36″ / 북위 37.19653° 서경 116.21004°   | 2,240 m (7,350 ft)–242.41 m (795.3 ft)   | 터널, 무기 개발        |           | 3.1 kt     | 현장 외부에서 방출 감지됨, 110 Ci (4,100 GBq)    | [ 1 ] [ 4 ] [ 6 ] [ 9 ] [ 10 ]            | |
| 후티아        | 1963년 6월 6일 14:00:00.13   | PST (–8 hrs) | NTS Area U3bc 북위 37° 02′ 42″ 서경 116° 02′ 14″ / 북위 37.04498° 서경 116.03723°      | 1,198 m (3,930 ft)–134.57 m (441.5 ft)   | 지하 수직갱, 무기 개발 |           | 3 kt       |                                                  | [ 1 ] [ 7 ] [ 9 ] [ 10 ]                  | |
| 아파샤파      | 1963년 6월 6일 16:58:00.15   | PST (–8 hrs) | NTS Area U9ai 북위 37° 07′ 29″ 서경 116° 02′ 27″ / 북위 37.12459° 서경 116.04092°      | 1,254 m (4,114 ft)–89.92 m (295.0 ft)    | 지하 수직갱, 무기 개발 |           | 20 kt 미만 | 현장 내에서 방출 감지됨, 4 Ci (150 GBq)          | [ 1 ] [ 4 ] [ 6 ] [ 9 ] [ 10 ]            | |
| 마타코        | 1963년 6월 14일 14:10:00.13  | PST (–8 hrs) | NTS Area U3bk 북위 37° 02′ 46″ 서경 116° 01′ 09″ / 북위 37.0461° 서경 116.01909°       | 1,200 m (3,900 ft)–195.56 m (641.6 ft)   | 지하 수직갱, 무기 개발 |           | 3 kt       |                                                  | [ 1 ] [ 7 ] [ 9 ] [ 10 ]                  | |
| 케네벡        | 1963년 6월 25일 23:00:00.15  | PST (–8 hrs) | NTS Area U2af 북위 37° 07′ 53″ 서경 116° 04′ 08″ / 북위 37.13135° 서경 116.06893°      | 1,276 m (4,186 ft)–226.16 m (742.0 ft)   | 지하 수직갱, 무기 개발 |           | 4 kt       | 현장 내에서 방출 감지됨, 30 Ci (1,100 GBq)       | [ 1 ] [ 4 ] [ 6 ] [ 7 ] [ 9 ] [ 10 ]      | |

1. ↑  미국, 프랑스, 영국은 실험에 코드명을 붙였지만, 소련과 중국은 그렇지 않았으므로 실험 번호만 사용했다 (일부 예외 - 소련의 평화적 폭발에는 이름이 붙었다). 이름이 고유 명사가 아닌 한 괄호 안의 단어는 영어로 번역되었다. 하이픈 뒤에 숫자가 붙은 것은 일제히 발사된 실험의 일부를 나타낸다. 미국은 때때로 이러한 일제히 발사된 실험의 개별 폭발에도 이름을 붙여 "이름1 - 1 (이름2 포함)"과 같은 결과가 나타난다. 실험이 취소되거나 중단된 경우, 날짜 및 위치와 같은 행 데이터는 알려진 경우 의도된 계획을 공개한다.
2. ↑  UT 시간을 표준 현지 시간으로 변환하려면 괄호 안의 시간을 UT 시간에 더하고, 현지 서머타임의 경우 1시간을 추가한다. 결과가 00:00 이전이면 24시간을 더하고 날짜에서 1을 빼고, 24:00 이후이면 24시간을 빼고 날짜에 1을 더한다. 역사적 시간대 데이터는 IANA 시간대 데이터베이스에서 얻었다.
3. ↑  대략적인 지명 및 위도/경도 참조; 로켓 발사 실험의 경우, 알려진 경우 폭발 위치 전에 발사 위치가 지정된다. 일부 위치는 매우 정확하지만, 다른 위치(예: 공중 투하 및 우주 폭발)는 상당히 부정확할 수 있다. "~"는 해당 지역의 다른 실험과 공유되는 일반적인 대략적인 위치를 나타낸다.
4. ↑  표고는 폭발 지점 바로 아래의 지표면 높이로 해수면을 기준으로 하며, 높이는 탑, 풍선, 수직갱, 터널, 공중 투하 또는 기타 장치에 의해 추가되거나 빼지는 추가 거리이다. 로켓 폭발의 경우 지표면은 "N/A"이다. 어떤 경우에는 높이가 절대적인지 지표면에 상대적인지 명확하지 않다. 예를 들어, 플럼밥/존(Plumbbob/John)의 경우이다. 숫자나 단위가 없으면 값이 알 수 없음을 나타내며, "0"은 0을 의미한다. 이 열의 정렬은 표고와 높이를 합산하여 이루어진다.
5. ↑  대기, 공중 투하, 풍선, 포, 순항 미사일, 로켓, 지표, 탑, 바지선은 모두 부분적 핵실험 금지 조약에 의해 금지된다. 밀폐된 수직갱과 터널은 지하이며, 부분적 핵실험 금지 조약 하에서 여전히 유용했다. 의도적인 분화구 형성 실험은 논쟁의 여지가 있으며, 조약 하에서 발생했고 때로는 항의를 받았으며, 일반적으로 실험이 평화적 용도로 선언되면 간과되었다.
6. ↑  무기 개발, 무기 효과, 안전 실험, 운송 안전 실험, 전쟁, 과학, 공동 검증, 산업/평화적 사용이 포함되며, 더 세분화될 수 있다.
7. ↑  알려진 경우 실험 항목에 대한 명칭, "?"는 선행 값에 대한 불확실성을 나타내고, 특정 장치에 대한 별명은 따옴표로 표시된다. 이 정보 범주는 종종 공식적으로 공개되지 않는다.
8. ↑  톤, 킬로톤, 메가톤으로 추정되는 에너지 위력. 1톤의 TNT 환산은 4.184 기가줄 (1 기가칼로리)로 정의된다.
9. ↑  알려진 경우 즉발 중성자를 제외한 대기 중 방사능 방출. 언급된 경우 측정된 종은 요오드-131 뿐이며, 그렇지 않으면 모든 종이다. 항목이 없으면 알 수 없음을 의미하며, 지하 실험의 경우 아마도 없고 그렇지 않은 경우 "모두"이다. 그렇지 않은 경우 알려진 경우 현장 또는 현장 외에서 측정되었는지 여부와 방출된 방사능의 측정량을 나타내는 표기법이다.